# سان تيودورو
سان تيودورو (بالإيطالية: San Teodoro)‏ هي بلدية في مقاطعة ميسينا في صقلية الإيطالية.

## السكان
في سنة 1861 بلغ عدد السكان 1٬099 نسمة، وتطور العدد ليصل في سنة 2011 لـ 1٬421 نسمة.
يظهر هذا المخطط البياني تطور النمو السكاني لـ سان تيودورو